# Stazione di Kōsei
La stazione di Kōsei (甲西駅?, Kōsei-eki) è una stazione ferroviaria della città di Konan, nella prefettura di Shiga in Giappone. La stazione è gestita dalla JR West e serve la linea Kusatsu.

## Linee e servizi
JR West
■ Linea Kusatsu

## Struttura
La stazione è costituita da una sola banchina laterale con un unico binario utilizzato in entrambe le direzioni, al livello del terreno. Essendo assenti scambi e altri elementi tipici di una stazione, di fatto si tratta di una fermata.
| 1 | ■ Linea Kusatsu | per Kibukawa e Tsuge |
| 1 | ■ Linea Kusatsu | per Kusatsu e Kyoto  |

## Stazioni adiacenti
| «             | Servizio      | »             |
| Linea Kusatsu | Linea Kusatsu | Linea Kusatsu |
| ------------- | ------------- | ------------- |
| Mikumo        | Locale        | Ishibe        |